# کاتسویاما، فوکوئی
کاتسویاما (به ژاپنی: 勝山市) در استان فوکوئی در کشور ژاپن واقع شده‌است  که دارای جمعیت ۲۶٬۳۸۰ نفر و مساحت ۲۵۳٫۶۸ کیلومتر مربع با تراکم جمعیت ۱۰۴  نفر در کیلومترمربع است و در تاریخ ۱ سپتامبر ۱۹۵۴ به عنوان شهر شناخته شد.